# Antonia Gutiérrez Bueno
Antonia Gutiérrez Bueno y Aoiz (o Ahoiz) (Madrid, enero de 1781-1874) fue la primera mujer a la que se permitió (en 1837) el acceso para consultas a la actual Biblioteca Nacional de España.

## Biografía
Nació en Madrid, en enero de 1781, en la calle Ancha de San Bernardo y en el seno de una familia acomodada e ilustrada. Fue hija de Mariana Ahoiz y Navarro y del químico y farmacéutico ilustrado Pedro Gutiérrez Bueno, boticario mayor del rey. Su padre, no solo se relacionaba con intelectuales de la época, como Leandro Fernández de Moratín, sino que además poseía una extraordinaria biblioteca formada por más de 300 obras sobre temas científicos, diccionarios y gramáticas de otras lenguas, libros a los que tenían libre acceso las hijas de la familia.
Se casó con Antonio Arnau, con quien vivió en París, donde continuó relacionándose con grupos intelectuales. Al igual que otras intelectuales de su época, adopta el nombre de Eugenio Ortazán y Brunet para la traducción del francés de una colección de artículos sobre el cólera morbo. Con ese nombre también empieza a publicar en 1835 un Diccionario histórico y biográfico de mugeres célebres.
Al enviudar regresa a Madrid y cuando formula su petición de acceso a la Biblioteca Nacional cuenta con 55 años.
El director (1834-1840) de la ya Biblioteca Nacional (había pasado a serlo en 1836), Joaquín María Patiño, al transmitir la petición al Ministerio de la Gobernación, y aunque indicando que las constituciones de este establecimiento prohíben la entrada en él a las mugeres y asimismo el que se estraigan libros de la casa, ofreció para la solicitante una sala en la planta baja, aunque era pequeña, de modo que si llegasen a exceder del número de cinco o seis las mujeres que pretendiesen aprovecharse de este beneficio... sería preciso comprar mesas, un brasero, escribanías y lo necesario para que las señoras concurrentes estuviesen con la decencia que corresponde. En otro informe, un consejero real calificaba la vieja prohibición de 1761 de precepto bárbaro, y hacía ver que esta mitad del pueblo tiene todavía en España conventos donde encerrarse y no bibliotecas donde instruirse. 
La reina regente, María Cristina de Borbón, resolvió que permita V.S. la entrada en la sala baja que indica a las mujeres que gusten concurrir a la Biblioteca... no sólo a doña Antonia Gutiérrez, sino ... a todas las demás mujeres que gusten concurrir, añadiendo que en el caso de que afortunadamente el número de éstas exceda de cinco o seis, lo haga usted presente, manifestando el aumento de gasto que sea indispensable.
La solicitud de Antonia Gutiérrez Bueno tenía como motivo encontrar documentación para la continuación del Diccionario histórico y biográfico de mugeres célebres, que había comenzado a publicar en 1835 con un pseudónimo masculino (Eugenio Ortazán y Brunet). Previamente, bajo el mismo pseudónimo, había traducido del francés una colección de artículos sobre el cólera morbo. Nunca terminó el Diccionario, pero sí publicó más tarde distintos artículos, uno de ellos en defensa de la educación femenina.